# Casa de Adoração Bahá'í em Illinois
A Casa de Adoração Bahá'í (ou Templo Bahá'í) em Wilmette, Illinois, é a mais antiga Casa de Adoração Bahá'í no mundo, e a única nos Estados Unidos.

## História
Em 1908 iniciou-se a compra para a construção do edifício, e em março de 1909, foi estabelecido o "comitê de coordenação" (Comitê Executivo), com nove membros.  Bahá'ís de todo o mundo levantaram gradualmente fundos para pagar o projeto. Por exemplo, Baha'is da França contribuíram, mesmo depois de enfrentar em janeiro de 1910 o "Dilúvio de Paris". Um morador de Chicago chamado Nettie Tobin, incapaz de contribuir monetariamente, doou um pedaço descartado de calcário de um canteiro de obras. Esta pedra tornou-se a pedra angular simbólica do prédio quando 'Abdu'l-Bahá chegou a Wilmette em 1 de maio de 1912 para a cerimônia de inauguração, durante suas viagens para o Ocidente.

### Construção
A construção do edifício começou em 1921, depois que bahá'ís concordaram em usar um desenho de Louis Bourgeois. O projeto foi idealizado como uma mistura de vários estilos arquitetônicos diferentes.
Em 1922, a primeira parte do edifício, foi finalizada, e os bahá'ís começaram a usá-lo como um ponto de encontro, o exterior do edifício foi concluído em janeiro de 1943.

## Dedicação e legado
O templo foi finalmente dedicado em 2 de maio de 1953. Mais de 3.500 pessoas participaram da cerimônia, incluindo a Mão da Causa, Corinne True, aos 91 anos de idade. Rúhíyyih Khanum, a esposa de Shoghi Effendi, então chefe da religião após a morte de 'Abdu'l-Bahá, fez uma oração na dedicação.
Em 1978, a Casa de Adoração foi adicionada ao Registro Nacional de Locais Históricos. O edifício tornou-se um destino popular para turistas, e o Escritório de Turismo de Illinois nomeou-a como uma das "Sete Maravilhas de Illinois". Em 2012, a comunidade bahá'í dos Estados Unidos comemorou os 100 anos de dedicação do templo pedra angular.

## Galeria

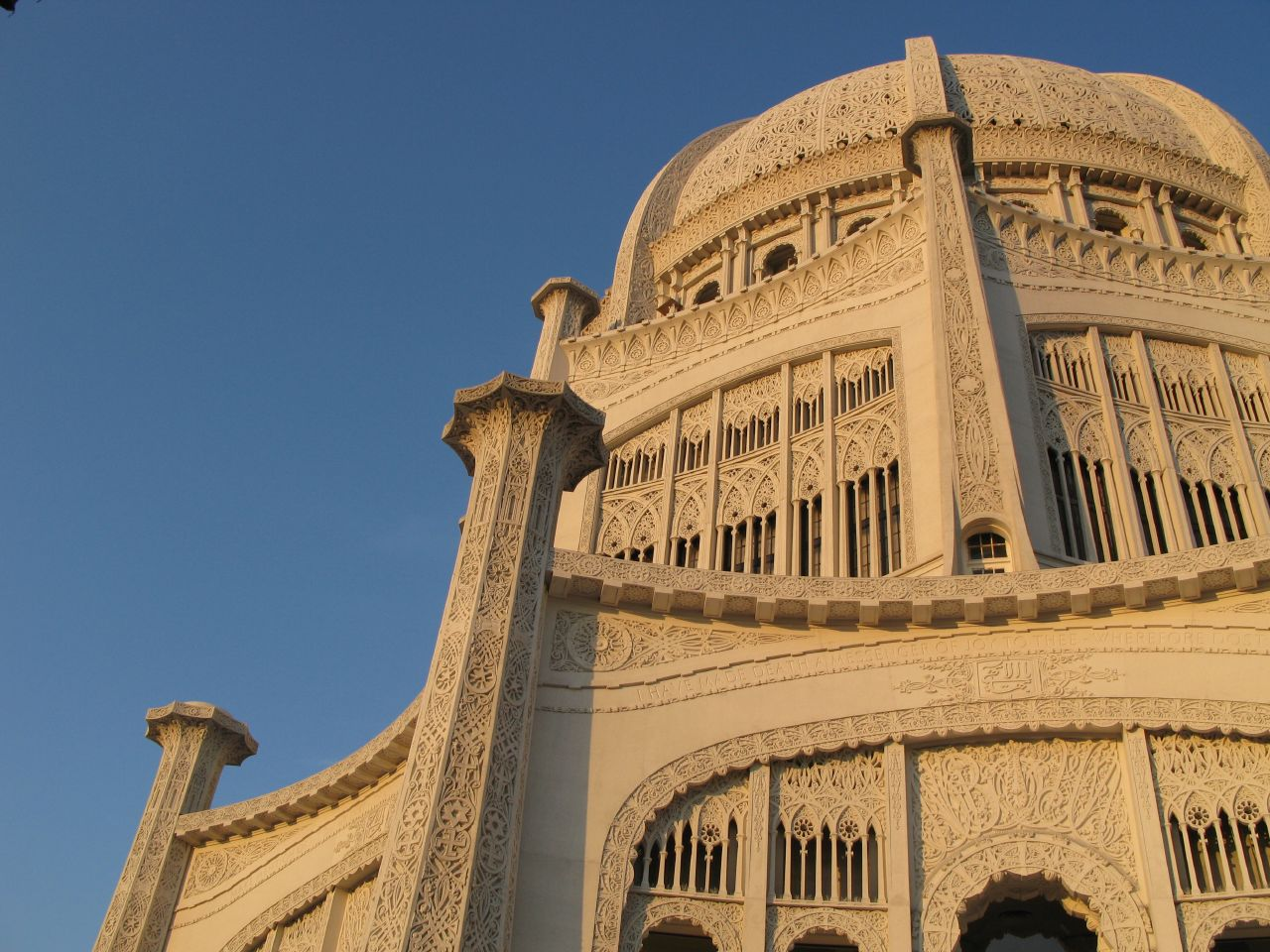
Exterior do templo
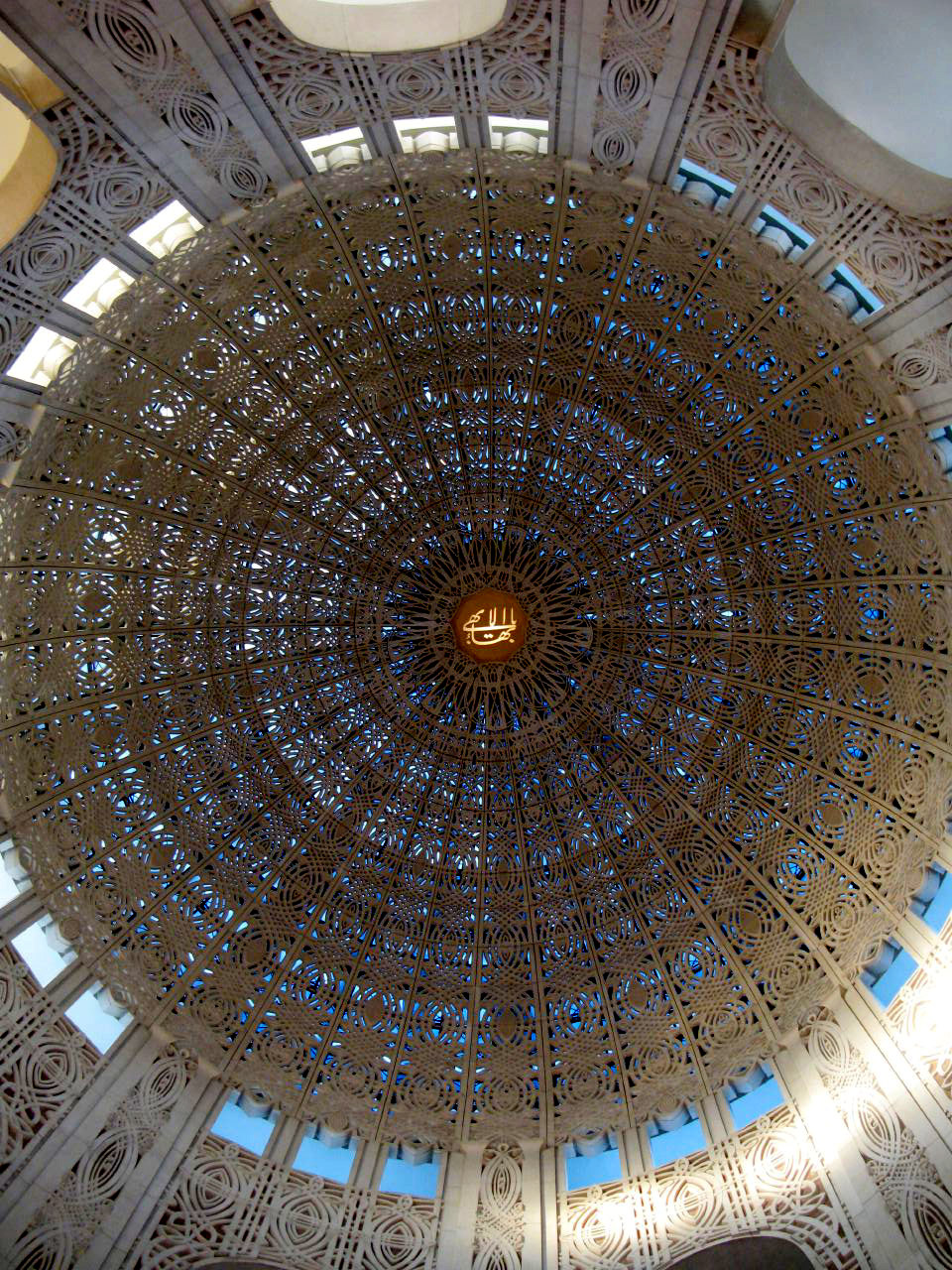
O Máximo Nome na cúpula do templo
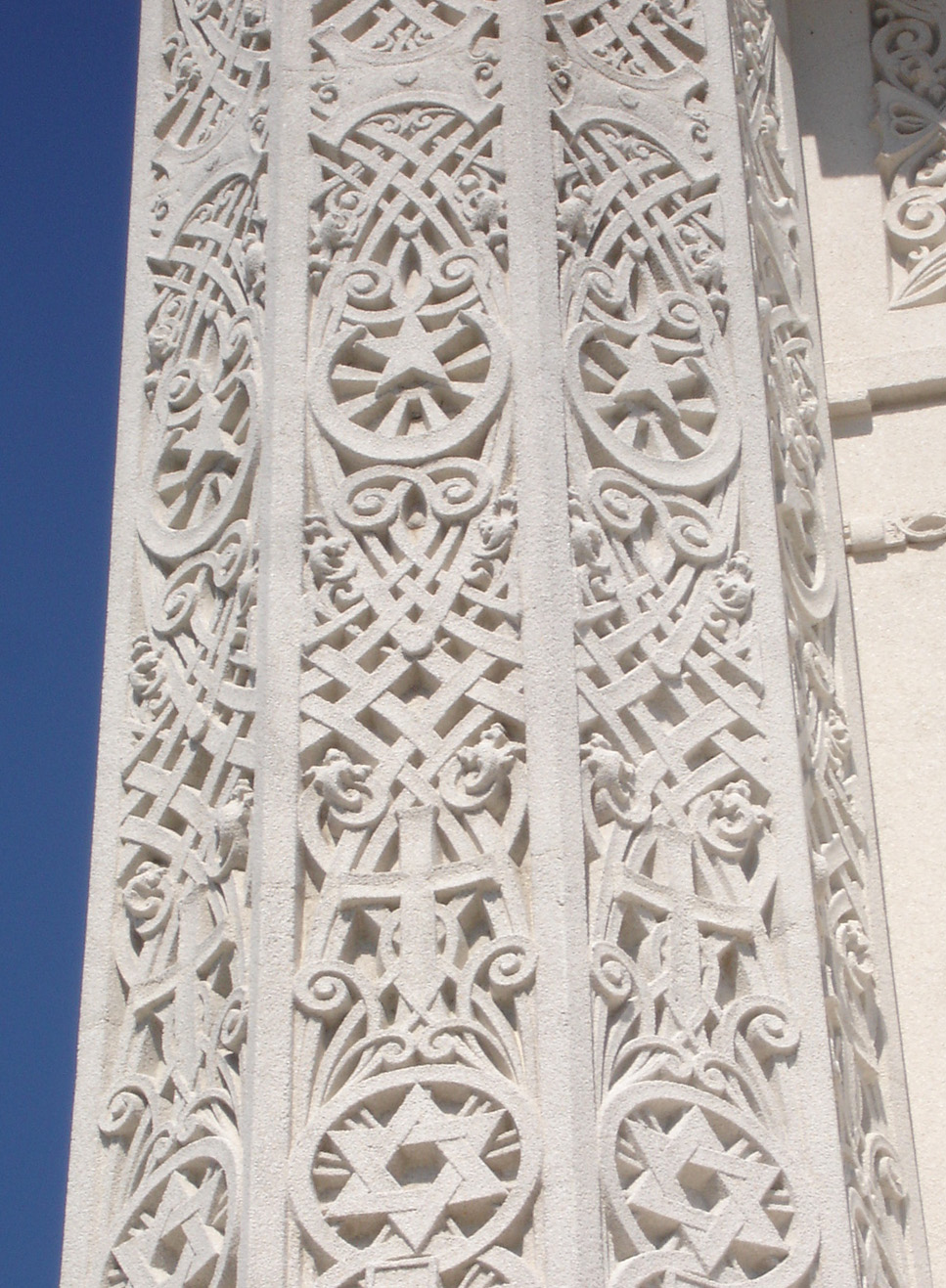
Um dos nove pilares
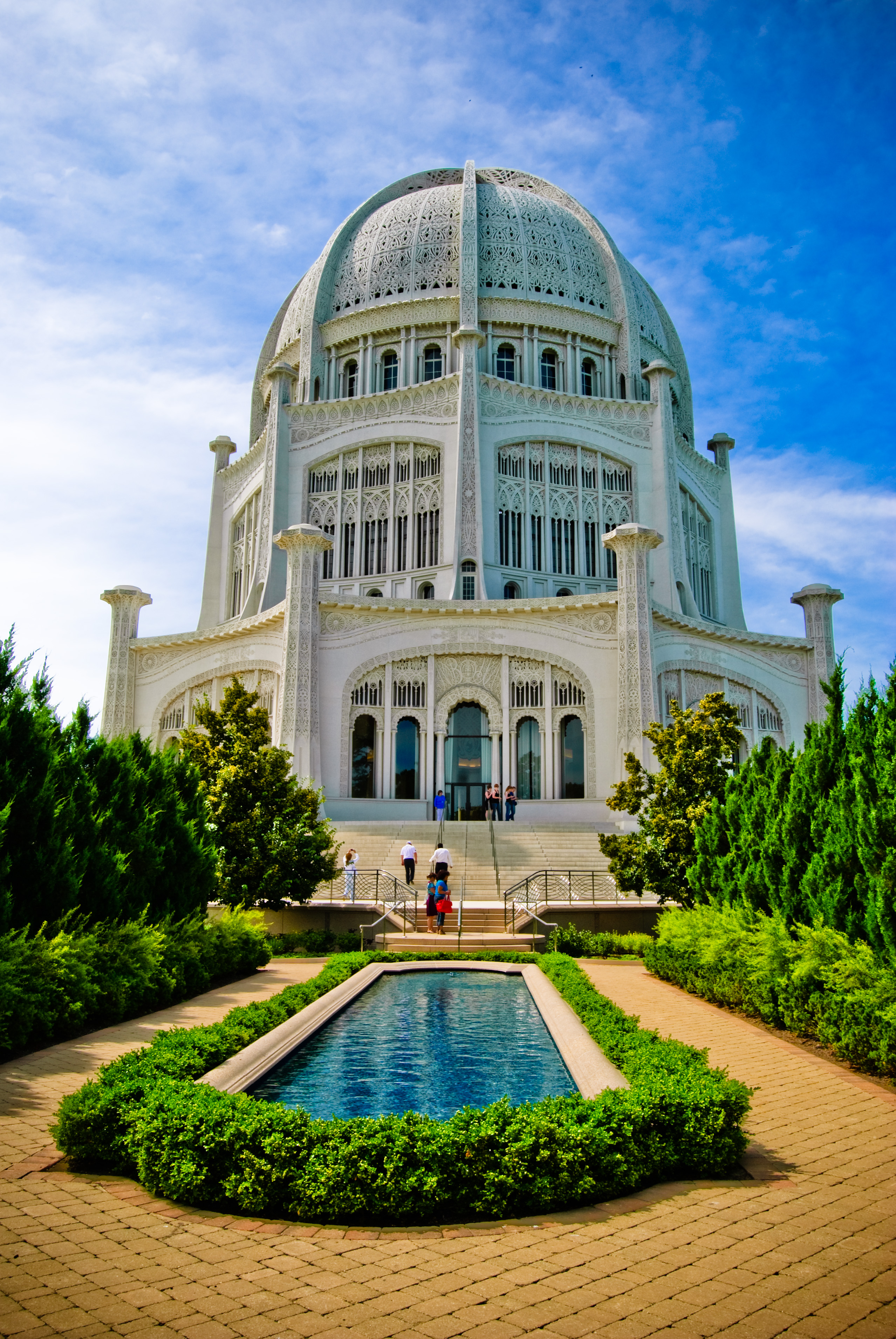
Templo Bahá'í de Wilmette